# 对桩石街道
对桩石街道，是中华人民共和国辽宁省鞍山市千山区下辖的一个街道办事处。前身是大孤山镇，曾属铁东区。

## 建置沿革
- 1961年，鞍安市东鞍山公社划分为大孤山、唐房家、东鞍山公社。另有大孤山街道办事处。
- 2000年5月，鞍山市人民政府将大孤山镇的上石桥村划归千山风景区，此时，大孤山镇下辖13个村。
- 2002年，市政府将大孤山镇的高官岭、营城子村划归铁东区。
- 2003年9月，千山区行政区划调整。其中，大孤山镇的上对桩石、下对桩石村合并为对桩石村，长岭子、下石桥村合并为下石桥村，獐子窝、滕房身村合并为滕房村。
- 2010年，鞍山市行政区划有较大调整。大孤山镇划入铁东区。
- 2013年，大孤山镇及所属獐子窝村、下石桥村、花麦屯村、对桩石村、摩云山村、果子园村、太平沟村、什间房村、大孤山社区划入千山区，仍保留大孤山镇建制[2]。同年，大孤山镇改为对桩石街道。至2017年时，国家统计局网站数据[3]，下辖1个社区、4个行政村。
- 2019年12月，撤销对桩石街道，下辖的4个村、1个社区成建制划入东鞍山街道。[4]

## 行政区划
下辖以下地区：
下石桥村、对桩石村、花麦屯村、中心社区和獐子窝村。